# TB/FC Suðuroy/Royn
TB/FCS/Royn – farerski klub piłkarski, będący efektem połączenia trzech innych klubów z wyspy Suðuroy - TB Tvøroyri, FC Suðuroy oraz Royn Hvalba. Potocznie na ten nowy twór określany jest mianem Suðuroyarliðið (Drużyna z Suðuroy).

## Historia
15 grudnia 2016 roku ogłoszono, że kluby TB Tvøroyri, FC Suðuroy oraz Royn Hvalba połączą się na czas trwania sezonu 2017. Fuzja zwieńczona zostanie w roku 2018, a kluby nie zostały jeszcze rozwiązane, połączono jedynie drużyny męskie. Przez rok drużyny będą nosiły nazwę TB/FC Suðuroy/Royn. Później zostaną złączone na dobre. Nowy twór część mediów na Wyspach Owczych określa nazwą Suðuroyarliðið, czyli Drużyna z Suðuroy. Na pierwszego trenera wybrany został Szkot Maurice Ross, który był wcześniej szkoleniowcem między innymi: Rangers F.C., Motherwell F.C., Aberdeen F.C. oraz Viking FK. Swój pierwszy mecz nowa drużyna rozegrała 12 marca 2017 roku, wygrywając 2:1 z ÍF Fuglafjørður. W listopadzie 2018 ogłoszono, iż klub zostanie rozwiązany, a jego miejsce na pierwszym szczeblu rozgrywkowym przypadnie drużynie TB Tvøroyri. Dwie pozostałe drużyny, które dokonały fuzji (FC Suðuroy i Royn Hvalba) zostaną przydzielone kolejno do 1. deild oraz 2. deild.

## Obecny skład
Stan na 13 marca 2017
| Nr | Poz. | Piłkarz             |
| -- | ---- | ------------------- |
| 1  | BR   | Marius Berntzen     |
| 3  | OB   | Dánjal Godtfred     |
| 4  | OB   | Aron Sørensen       |
| 5  | OB   | Ragnar Joensen      |
| 8  | OB   | Heri Kjærbo         |
| 11 | OB   | Eirikur Ellendersen |
| 15 | OB   | Teitur Olsen        |
| 20 | OB   | Mats Walberg        |
| 2  | PO   | Eiler Brattalíð     |

| Nr | Poz. | Piłkarz             |
| -- | ---- | ------------------- |
| 6  | PO   | Rógvi Joensen       |
| 10 | PO   | Jón Poulsen         |
| 12 | PO   | Ari Poulsen         |
| 14 | PO   | Teitur Mortensen    |
| 17 | PO   | Salmundur Bech      |
| 18 | PO   | Stefan Radosavlevic |
| 19 | PO   | John Villi Leo      |
| 21 | PO   | Jón Áki Jacobsen    |
| 7  | NA   | Búi Egilsson        |
| 9  | NA   | Poul Ingason        |

## Dotychczasowi trenerzy
Następujący trenerzy prowadzili dotąd klub TB/FC Suðuroy/Royn
Stan na 10 marca 2017
| Lp. | Imię i nazwisko | Okres urzędowania | Okres urzędowania |
| --- | --------------- | ----------------- | ----------------- |
| 1.  | Maurice Ross    | 3 lutego 2017     |                   |